# プレシャス (映画)
『プレシャス』（Precious: Based on the Novel Push by Sapphire）は、2009年のアメリカ映画。サファイアによる小説『プッシュ』を映画化した作品である。監督はこれが長編第2作目となるリー・ダニエルズ。1980年代後半のニューヨーク・ハーレムを舞台に、過酷な環境下で日々を生きる肥満した16歳の黒人の少女・プレシャスがとある教師に出会い人生の希望を見出していく物語である。アメリカの貧困層に焦点を当て、子供への性的・肉体的な虐待、教育の問題などが取り上げられている。
2009年1月のサンダンス映画祭でプレミア上映され、最高賞にあたる審査賞グランプリと、観客賞など3部門で受賞。5月には第62回カンヌ国際映画祭のある視点部門に出品された。9月のトロント国際映画祭でも最高賞にあたる観客賞を受賞。サンダンスでのプレミア上映時のタイトルは『Push』だったが、同時期の2月初頭に全米で劇場公開された『PUSH 光と闇の能力者』（Push）との混同を避けるため、『Precious: Based on the Novel Push by Sapphire』に改題された。
主人公のプレシャス役は新人女優ガボリー・シディベ、彼女の人生を導く女性教師をポーラ・パットンが演じる。プレシャスを虐待する母親役をコメディアンのモニークが演じ、サンダンス映画祭で審査員特別賞、第82回アカデミー賞で脚色賞・助演女優賞を受賞。また、ソーシャルワーカー役でマライア・キャリー、看護師役でレニー・クラヴィッツと、有名アーティストが小さな役どころで出演している。

## あらすじ
1987年、ハーレムの中学校に通う黒人のふくよかな女子生徒・プレシャスは、自分に強いコンプレックスを抱えている。父はおらず、プレシャスは安アパートで母・メアリーと暮らしていたが、日常的に母から暴言を吐かれていた。プレシャスは頭の中では色々と夢を持っているが、母からは「あんたなんかにできるわけがない」と言われる始末。実は数年前、プレシャスは父の性加害により娘・モンゴを出産していたが、さらに父との子である第二子の妊娠が発覚する。
そんな辛い思いをしたプレシャスに、メアリーは「私の亭主とヤッたくせに！」などと罵る。妊娠が学校にバレたプレシャスは退学になるが、校長からの助言で高等教育の代替学校（フリースクール）「EOTO」に行くことに。入学テストで予科クラスに振り分けられたプレシャスは、レイン先生指導のもと同年代の女子生徒5人と英語などを基礎から学び直す。学校から帰宅したプレシャスは、またしてもメアリーから「勉強しても利口になれない」との暴言を吐かれる。
数日後、自宅に生活状況を聞きに市の福祉課の職員が訪れると、メアリーは良き母親のフリをして応対する。メアリーは「子育てや家事をしながら職探しをしているけど不採用続き」と嘘を付き、プレシャスは母を怒らせないよう話を合わせる。しかし後日再び母から暴言を吐かれたプレシャスは、ソーシャルワーカーのワイス夫人に父に妊娠させられたことを告白し、メアリーへの生活保護が打ち切られる。
学校で陣痛が始まったプレシャスは、病院で男の子（第二子）・アブドゥルを出産する。プレシャスは入院の間、レインと交換日記をしてモンゴとアブドゥルが実父との子であることを打ち明ける。続けてプレシャスはレインに、ワイス夫人から「2人の子どもは養子に出すべき」と言われたことを伝える。それに対しレインは、プレシャスの今の状況を考えて養子に出すことに賛同するが、プレシャスは自分の手で子どもを育てることにこだわる。
数日ぶりに帰宅したプレシャスはメアリーにアブドゥルを見せるが、夫との行為が許せない母から殴られる。怒ったプレシャスは、アブドゥルを抱いて家を飛び出し、EOTOに訪れてレインにしばらくの間住む場所を探してもらう。プレシャスは人生を変えるためアブドゥルを育てながらEOTOで勉強に励み、祖母宅にいるモンゴを引き取ることを決める。
9か月経ったある日、プレシャスのもとにメアリーが現れ、家を出ていた父がエイズにより死んだことを聞かされる。HIV検査を受けたプレシャスは、数日後の詩を書く授業中に突然泣き出し、レインに陽性だったことを告白する。自暴自棄になるプレシャスに、レインは「あなたを愛する私やあなたの赤ん坊のために、今の思いを詩に書いて」と勇気づける。
そんな中プレシャスはワイス夫人づてで、メアリーが「もう一度一緒に暮らしたい」と望んでいることを知り、3人で話し合うことに。しかしワイス夫人から、プレシャスに対する夫の性加害について聞かれたメアリーは、「夫に嫌われたくないから黙認していた」と証言する。メアリーから謝罪されるプレシャスだったが、それを拒否し、母が連れてきたモンゴを引き取ってその場を後にする。その後2人の子どもを育てながらEOTOで学力を伸ばしたプレシャスは、自分の力で人生を切り開いていくことを決める。

## 出演者と配役
クレアリース・“プレシャス”・ジョーンズ
演 - ガボレイ・シディベ
16歳。字幕では、「中学生」と表記されている。黒人であることや太っていることに加え、母・メアリーの暴言により劣等感を感じながら生きてきた。それでも心の中では、華々しい芸能界に憧れを抱き、「自分より肌の色が薄い綺麗な髪の男性と付き合いたい」など色々と夢を抱いている。英語が苦手だが、数学は得意で、数学教師のウィッチャーのことが好き。メアリーに命じられて日々の食事を作らされてきたため、結果的に料理が得意となった。好きな色は、黄色。
日常的にメアリーから言葉や暴力による虐待を受けているが、時に我慢できずに母に歯向かうこともある。また、これまでにたまに夜に帰ってくる父から性的虐待を受け、作中で2度目の妊娠が発覚する。第一子は「モンゴ」と名付けたダウン症の女の子で、作中で出産する第二子の男の子に「アブドゥル・ジャマール・ルイス・ジョーンズ」と名付ける。
妊娠により中学校を退学した後、EOTOに入学して予科クラスで学び始める。その後学校の課外授業で訪れた博物館で、過去のキング牧師のスピーチ映像を見て、彼の「人は全て平等である」などの発言を心に刻む。
メアリー
演 - モニーク
プレシャスの母。プレシャスと同じくふくよかな体型をしている。安アパートで常に窓にブラインドを下ろした薄暗い部屋でプレシャスと2人で暮らしている。愛する夫は家を出ており、孫娘・モンゴは離れて暮らす母（プレシャスの祖母）に預けている。生活保護を受けながら、家事は一切やらずにほとんどの時間を自宅で自由気ままに怠惰に過ごしている。今で言う毒親で、プレシャスに言葉による精神的虐待や暴力による身体的虐待を行ってきた。プライドが高く短気な性格で血の気が多く、気に入らないことがあると物に八つ当たりする。また、プレシャスの仕草などが少しでも気に障ると「偉そうにするんじゃない！」などと怒鳴りつける。学歴コンプレックスがあるのか、「学校なんて役に立たない」との考えを持ち、教師を嫌っている。プレシャスが夫と性的行為を行ったことを知っているが、夫への愛は変わらず「プレシャスも合意の上で楽しんだに違いない」などと思っている。
「エセル」と名付けた猫を飼っている。趣味は、テレビ番組を見ることと、宝くじのナンバーズを買うこと。髪型は黒髪のベリーショートで、福祉課の職員が自宅訪問する時はパーマがかった茶髪のボブヘアのウィッグを装着する。また、生活保護を継続させるため、その時だけ祖母とモンゴを呼び寄せ、おとなしい性格で優しい母を演じる。
ブルー・レイン先生
演 - ポーラ・パットン
EOTOの女性教師で、プレシャスが所属する予科クラスの担任。生徒の中には読み書きが全くできない者もいるため、プレシャスたちにアルファベットから教え始める。授業では、生徒たちに「文法が間違っていてもいいから書いてみなさい」、「教科書の文章の意味が分からなくてもとりあえず音読しなさい」と、とにかくやってみることを重視して指導する。入学後から、プレシャスたちそれぞれと交換日記のようなやり取りをして生徒たちの考えていることや普段の生活を知る。好きな色は、紫色。歌が得意。
ワイス夫人
演 - マライア・キャリー
ソーシャルワーカー。自身のもとをを訪ねてきたプレシャスから、普段の生活状況や両親について色々と質問したところ、彼女が「父が、私のお腹の子の父親」と口を滑らせたのを聞き逃さず、「何も言ってない」と誤魔化す彼女を説得して話を聞き出す。その約9か月後、メアリーから電話で「プレシャスとアブドゥルと一緒に暮らしたい」との話を聞き、それを判断するため両者の話し合いの場を設け、メアリーに夫による娘への性的虐待について色々と聞く。
ジョン・マクファデン
演 - レニー・クラヴィッツ
病院の産婦人科で働く男性看護師。プレシャスの第二子の出産に立ち会う。プレシャスや彼女の見舞いに訪れたEOTOのクラスメイトたちと病院の食事やマクドナルドなどのファストフードについて会話する。プレシャスたち生徒からは、「ナース・ジョン」と呼ばれる。
ウィッチャー
白人男性の数学教師。歳は40代半ばぐらい。妻がいるが、プレシャスからは勝手に「ウィッチャー先生と私は相思相愛」と思われている。ある時校長に「プレシャスは数学が得意」と言ったことが、結果的にプレシャスがEOTOに入る手助けとなる。
校長
物語の前半でプレシャスが通う中学校の校長。白人女性。プレシャスが妊娠していると聞いて校長室に呼び出して退学を告げる。ただし教育者としてプレシャスの今後を考え、彼女の自宅に訪れて高等教育の代替学校「EOTO」に行くことを提案する。
EOTOの事務員
黒人女性。EOTOの受付を担当し、中学校校長の紹介で訪ねてきたプレシャスと会話する。代替学校というものがよく分からないプレシャスに、「EOTOがフリースクールであること」や入学時の読み書きと数学のテストで所属クラスを決めることを説明する。数か月後、学校に訪れると玄関ドアのガラスが割られているのを見つけて泥棒が入ったと思うが、室内で赤ん坊を抱いたプレシャスがいたため驚く。
ロンダ・P・ジョンソン
予科クラスの生徒。ジャマイカ生まれ。好きな色は、青色。料理上手。母は以前レストランで働いていたが、現在は体調を崩して仕事を辞めた模様。
リタ・ロメロ
予科クラスの生徒。ロングヘアーの女性。ハーレム生まれ。薬物依存により学校を退学してEOTOに入った。読み書きができない。好きな色は、黒色。
ジャーメイン
予科クラスの生徒。髪を後ろで結んだ黒人女性。ブロンクス生まれ。好きな色は、赤色。ダンスが得意。作中では、ハーレムより環境が悪いとされるブロンクスでの生活する中で、将来のために勉強の必要性を感じてEOTOに入った。
コンスエロ
予科クラスの生徒。パーマがかったロングヘアの女性。不真面目な所があり、授業で黒板に1人1文字ずつアルファベットを書く時に下品なことを言っている。
ジョー・アン
予科クラスの生徒。メガネを掛けた黒人女性。好きな色は、ベージュ。ブルックリン生まれで、9歳の時にハーレムに引っ越した。音楽業界で働いている模様だが、仕事で成功するために教育不足を感じてEOTOに入った。
プレシャスの祖母
普段はプレシャス母子とは別の家で、モンゴの世話をしながら暮らしている。プレシャスの家に福祉課の職員が来る日だけ、モンゴを連れて娘の家に訪れる。職員の前で、メアリーの“家族4人仲良く暮らしていて、モンゴの世話もちゃんとしている”という嘘に付き合わされる。
ターナー
市の福祉課からメアリーに話を聞き来る女性。メアリーの家でプレシャスが同席する中、メアリーに孫のモンゴの検診のことや職探しなど色々質問して、生活状況を調べる。
キャサリン
レインの同棲相手でレズビアン。レインに連れられて自宅にやって来た、赤ん坊のアブドゥルを抱えて住み場所をなくしたプレシャスと出会う。その日がたまたまクリスマスだったため、プレシャスにプレゼントを贈る。

## 製作
撮影は2007年10月24日から2008年1月23日にニューヨークで行われた。
主人公のプレシャス役はオーディションで選ばれたガボレイ・シディベ。この作品が実質のデビュー作となる。彼女もプレシャスと同じハーレムの出身で低所得の家庭に生まれ育った。
マライア・キャリーが演じたソーシャルワーカーのワイス夫人役は、当初イギリスの女優ヘレン・ミレンが演じる予定であった。また、キャリーは普段の歌手としての姿とは別人のようなノーメイクと地味な服装で役に挑んでいる。
サンダンス映画祭で話題になった後、ライオンズゲートが配給権を獲得。また、テレビ司会者として全米で絶大な影響力を誇るオプラ・ウィンフリーと黒人映画のヒットメイカーとして多くの作品を監督・製作しているタイラー・ペリーの2人が映画の宣伝を後押ししている。

## 主な映画祭上映
1月サンダンス映画祭
U.S. Dramatic Competition部門
5月第62回カンヌ国際映画祭
ある視点部門
9月第34回トロント国際映画祭
Gala Presentations部門
第22回東京国際映画祭WORLD CINEMA部門で『プレシャス!』の題での上映が予定されていたが、中止となった。

## 評価
レビュー・アグリゲーターのRotten Tomatoesでは239件のレビューで支持率は92%、平均点は7.80/10となった。Metacriticでは36件のレビューを基に加重平均値が78/100となった。